# زیردریایی یو-۳۲۸
زیردریایی یو-۳۲۸ (به انگلیسی: German submarine U-328) یک زیردریایی بود که طول آن ۶۷٫۱۰ متر (۲۲۰ فوت ۲ اینچ) بود. این زیردریایی در سال ۱۹۴۴ ساخته شد.